# Michael Petrásek
Michael Petrásek (ur. 19 grudnia 1991 w Uściu nad Łabą) – czeski hokeista.

## Kariera
- HC Slovan Ústečtí Lvi U18 (2005-2008)
- HC Slovan Ústečtí Lvi U20 (2008-2011)
- HC Slovan Ústečtí Lvi (2011-2014)
  -  HC Draci Bílina (2011/2012)
  -  HC Děčín (2011/2012, 2012/2013)
- HC Litvínov (2015-2020)
  -  HC Most (2015/2016, 2016/2017)
  -  HC Přerov (2019/2020)
- Cracovia (2020-2021)

Wychowanek i wieloletni zawodnik klubu w rodzinnym Uściu nad Łabą. Stamtąd w maju 2015 przeszedł do HC Litvínov, podpisując czteroletnią umowę. Występował tam do 2019, a w sezonie 2019/2020 grał na wypożyczeniu w klubie z Przerowa. W czerwcu 2020 został zawodnikiem Cracovii w Polskiej Hokej Lidze. Pod koniec stycznia 2021 odszedł z tego klubu.